# A pokolból
A pokolból (eredeti cím: From Hell) 2001-ben bemutatott amerikai történelmi film, melyet 
Albert és Allen Hughes rendezett. A forgatókönyvet Terry Hayes és Rafael Yglesias írta, Eddie Campbell és Alan Moore története alapján. A főszerepben Johnny Depp és Heather Graham. A film igaz történet alapján készült, Hasfelmetsző Jack londoni gyilkosságairól szól.

## Történet
London külvárosaira félelem és sötétség veti árnyékát. 1888 őszén járunk, amikor egy titokzatos férfi, a modern történelem egyik leghírhedtebb sorozatgyilkosa tíz hét alatt öt szörnyű, rituális gyilkossággal sokkolta a polgárokat. A városon eluralkodó hisztérikus légkörben számos szóbeszéd kapott lábra, az emberek rémülettel és gyanakvással tekintettek egymásra. Az éppen megszülető bulvársajtó Hasfelmetsző Jack nevétől volt hangos, s ennek révén hamarosan az egész világ megismerte a rejtélyes alakot. Soha nem sikerült kézre keríteni.

## Szereplők
| Szerep                     | Színész            | Magyar hang      |
| -------------------------- | ------------------ | ---------------- |
| Frederick George Abberline | Johnny Depp        | Stohl András     |
| Mary Jane Kelly            | Heather Graham     | Gubás Gabi       |
| Sir William Withey Gull    | Ian Holm           | Végvári Tamás    |
| Sergeant Peter Godley      | Robbie Coltrane    | Hollósi Frigyes  |
| Sir Charles Warren         | Ian Richardson     | Makay Sándor     |
| Annie Chapman              | Katrin Cartlidge   | Tóth Auguszta    |
| Catherine Eddowes          | Lesley Sharp       | Molnár Zsuzsa    |
| Ann Crook                  | Joanna Page        | Hámori Eszter    |
| Elizabeth Stride           | Susan Lynch        | Kocsis Judit     |
| Ada                        | Estelle Skornik    | Farkasházi Réka  |
| Victoria Abberline         | Sophia Myles       |                  |
| rendőr                     | Nicholas McGaughey |                  |
| Dr. Ferral                 | Paul Rhys          | Debreczeny Csaba |
| John Charles Netley        | Jason Flemyng      | Oberfrank Pál    |
| Mary Ann Nichols           | Annabelle Apsion   | Létay Dóra       |
| Martha Tabram              | Samantha Spiro     | Csomor Csilla    |